# Vali Voiculescu Pepino
Vali sau Valy Voiculescu Pepino, pe numele real Valeria Voicu Pepino, (n. 1 noiembrie 1922, București, România – d. 6 octombrie 2013) a fost o actriță română. A fost căsătorită cu Marius Pepino. A lucrat ca actriță la Teatrul Național București, Teatrul „Victor Ion Popa” din Bârlad, Teatrul Bulandra din București, Teatrul „Sică Alexandrescu” din Brașov și studiourile TVR. A apărut în filme ca Șantaj (1981), Sosesc păsările călătoare (1984), Secretul lui Nemesis (1985), toate regizate de Geo Saizescu.

## Biografie
A apărut adesea alături de soțul ei, Marius Pepino, la televiziune sau la radio în emisiunea duminicală Ora veselă.

## Filmografie
| An   | Film                         | Rol                                          | Regizor               | Gen             | Note        |
| ---- | ---------------------------- | -------------------------------------------- | --------------------- | --------------- | ----------- |
| 1972 | Cireșarii                    |                                              | Andrei Blaier         | aventuri        | serial TV   |
| 1972 | La pescuit                   | soția pescarului                             | Alexandru Darian      | comedie         | scurtmetraj |
| 1975 | O plimbare cu barca          | Cecilia                                      | Titi Acs              |                 | [ 6 ]       |
| 1976 | Gloria nu cântă              |                                              | Alexandru Bocăneț     | muzical         | [ 7 ]       |
| 1976 | Nunta însângerată            |                                              | Timotei Ursu          | dramă, de crimă | Teatru TV   |
| 1977 | Arborele genealogic          | Duki Băleanu                                 | Sorana Coroama–Stanca | dramă           | [ 8 ]       |
| 1977 | Valentin și Valentina        |                                              | Irina Vrabie          | dramă           | [ 9 ]       |
| 1981 | Șantaj                       |                                              | Geo Saizescu          | acțiune         |             |
| 1984 | Sosesc păsările călătoare    | țăranca Ilinca, poreclită „Gura satului”     | Geo Saizescu          | comedie         |             |
| 1985 | Secretul lui Nemesis         |                                              | Geo Saizescu          | comedie         |             |
| 1995 | Aici nu mai locuiește nimeni | prietena mătușilor de pe Strada Știrbei Vodă | Malvina Urșianu       | dramă           | film TV     |

## Distincții
- Ordinul Muncii clasa a III-a (28 ianuarie 1954) „cu ocazia împlinirii a cinci ani de activitate a Teatrului de Stat din Arad, Teatrului de Stat din Brăila, Teatrului Maghiar de Stat din Cluj, Teatrului Evreesc de Stat din București, Teatrului Maghiar de Stat din Oradea, Teatrului de Stat din Ploești, Teatrului de Stat din Pitești, Teatrului de Stat din Reșița, Teatrului de Stat din Sibiu, Teatrului Maghiar de Stat din Sf. Gheorghe, Teatrului de Stat din Orașul Stalin, Teatrului Secuesc de Stat din Târgu Mureș, Teatrului Evreesc de Stat din Iași, Teatrului de Stat din Timișoara și pentru merite în activitatea artistică”[10]